# Aerodramus elaphrus
Aerodramus elaphrus là một loài chim trong họ Apodidae.